# Manzana de relleno de Vilabertran

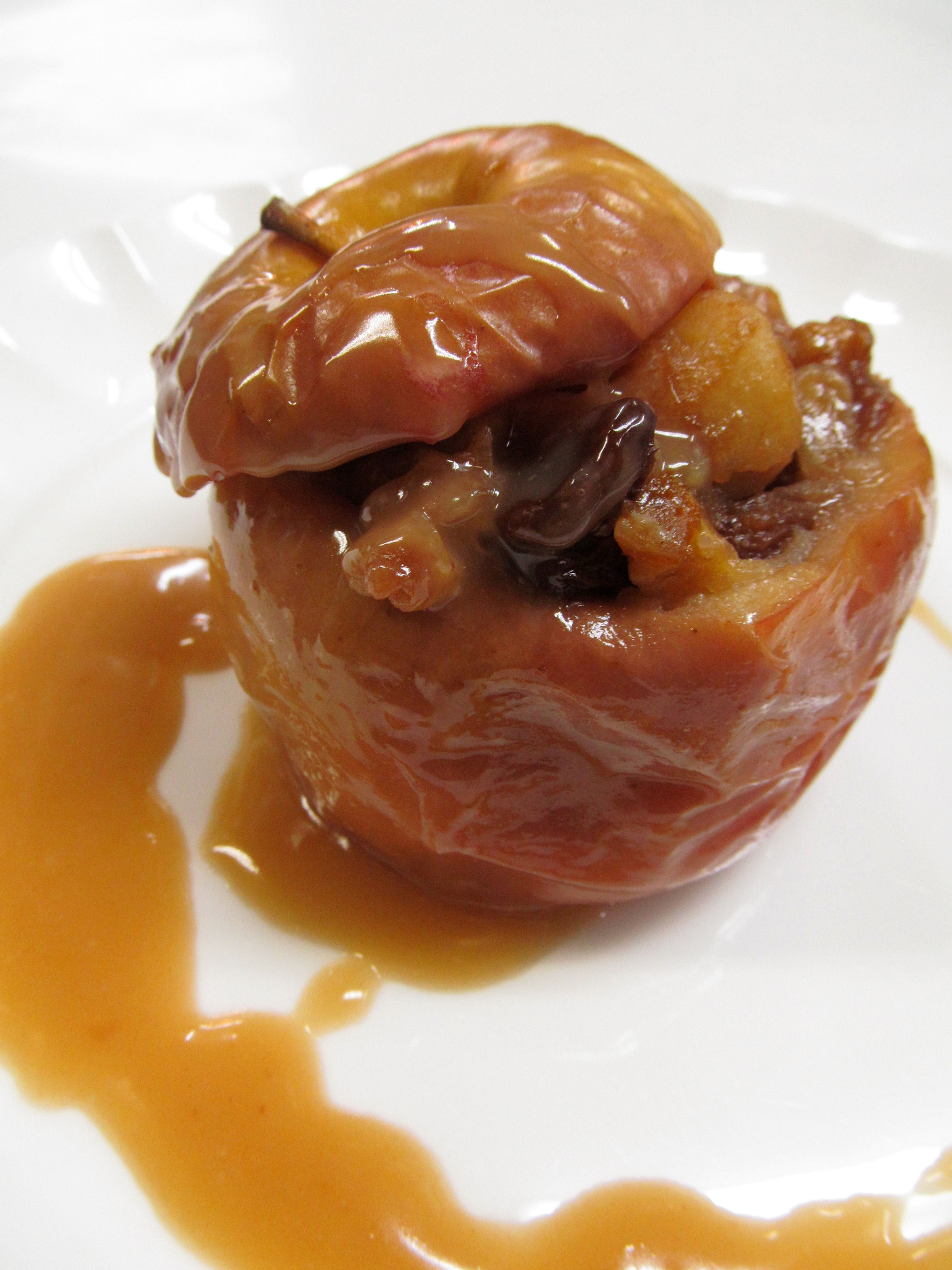
Manzana de relleno

La manzana de relleno de Vilabertran (en catalán, poma de relleno de Vilabertran) son unos postres típicos del Ampurdán que logran su máximo esplendor en las fiestas mayores de agosto y septiembre. Desde siglos pasados en Vilabertran, era típico comer manzanas de relleno a la media parte del baile y mucha gente de la comarca se acercaba expresamente al municipio para disfrutar de estos postres tan exquisitos. El pueblo de Vilabertran las ha heredado y las ha sabido mantener y, ahora, las transmite a las nuevas generaciones a través de la feria que se celebra cada año a mediados de septiembre.

## Marca de garantía Productos de l'Empordà
La manzana de relleno de Vilabertran es un producto adherido a la Marca de garantía Productos de l'Empordà. Los productores adheridos a Productos de l'Empordà tienen que superar periódicamente los controles de un laboratorio alimentario que  certifica la calidad en las diferentes fases del producto para recibir la certificación.
Es un sello alimentario que tiene por objetivo personalizar y reconocer los productos propios de l'Empordà y ayudar a promocionar su comercialización. Este distintivo certifica la calidad y el origen ampurdanés del productos.